# بریس (ایندیانا)
بریس (به انگلیسی: Barce) یک منطقهٔ مسکونی در ایالات متحده آمریکا است که در شهرستان بنتون، ایندیانا واقع شده‌است. بریس ۲۴۶٫۸۹ متر بالاتر از سطح دریا واقع شده‌است.